# Izmény
Izmény là một thị trấn thuộc hạt Tolna, Hungary. Thị trấn này có diện tích 13,73 km², dân số năm 2010 là 523 người, mật độ 38 người/km².